# Hercule furieux (Sénèque)

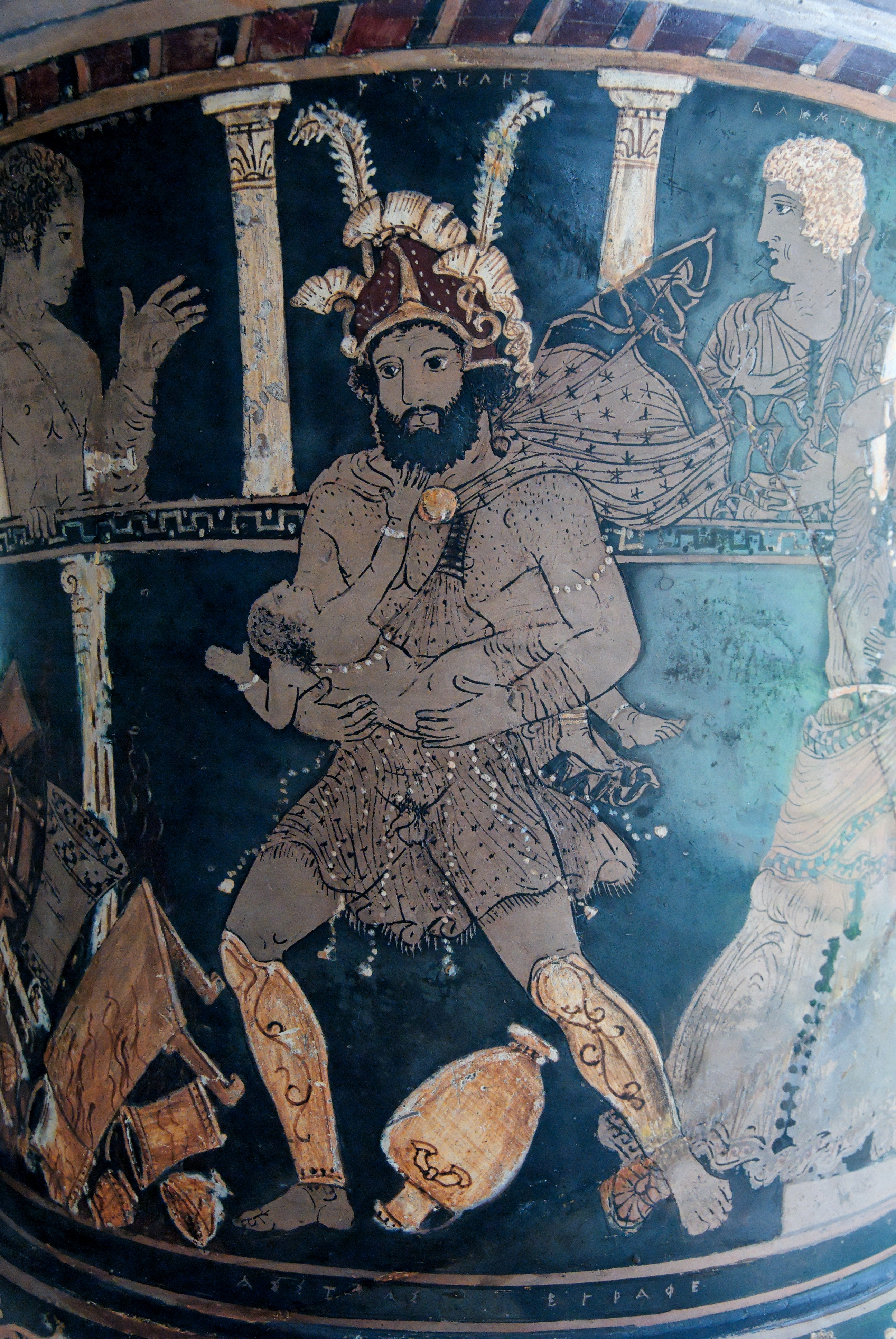
Hercule furieux sur un cratère de Salerne en Campanie. IVe siècle av. J.-C.

Hercule furieux (latin Hercules furens) est l'une des dix tragédies romaines conservées de l'auteur romain Sénèque. Appartenant au genre de la fabula cothurnata et inspirée principalement de l’Héraklès d'Euripide, elle a été écrite au Ier siècle ap. J.-C., probablement pendant la période de maturité de Sénèque, à l'instar de Phèdre et des Troyennes du même auteur. 
Hercule sur l'Œta traite des mêmes thématiques, mais bien qu'elle soit attribuée à Sénèque, des doutes subsistent sur sa paternité, on soupçonne fortement une imitation, une relecture de Hercule furieux de Sénèque.

## Titre
Le titre n'est peut-être pas dû à Sénèque, puisqu'on ne lit pas Hercules Furens en dehors des manuscrits de la famille A. Encore ce titre, dans la famille A, n'a-t-il pour fonction que de distinguer cette pièce d’Hercule sur l'Œta. Dans le manuscrit E (Etruscus), qui semble le plus sûr et renvoyer à une tradition fort ancienne, les deux tragédies portent un seul et même titre : Hercule.

## Thème
Cette tragédie expose les idées stoïciennes de Sénèque, qui condamne la terrible fatalité de la folie humaine. Qu'y a-t-il de pire que la folie ? Pourquoi l’homme est-il si prompt à passer du faîte de la gloire au dégoût de soi et de la vie ? Hercule est revenu glorieux du royaume de Pluton ; il a tué Lycos et ses partisans ; sa valeur pourrait être récompensée puisqu'il a châtié la violence. Mais un excès de folie le fait tuer femme et enfants au moment même d’un pieux sacrifice.
Les Stoïciens dans leurs écrits prennent assez souvent Hercule comme modèle de sagesse : Hercule n’a-t-il pas lutté avec vigueur contre maux et coups du sort ? De nombreux critiques ont ainsi campé Hercule en héros stoïcien qui se vainc lui-même en triomphant de sa propre colère et de sa propre célébrité. Junon l’affirme : « Me pariter et se vincat et cupiat mori. », « Hercule payera comme moi les frais de la victoire et il désirera mourir. » Mais personne n'a proposé une interprétation opposée : Hercule, parce qu’il n’est pas moins en proie à la violence et à l’hybris que Lycos et les autres tyrans, serait à juste titre châtié de sa superbe par l’égarement qui s’empare de lui. Aussi la tragédie n’est-elle pas si simple qu’il y paraît au premier abord. Et si le meurtre de Mégare est presque mis sous les yeux du spectateur, pour son effroi certain, c’est que ce n’est pas la Providence des Stoïciens qui règne dans ce monde trouble des anciens mythes (???).

## Structure
Dans la « Collection des Auteurs latins » publiée sous la direction de M. Nisard, la pièce est analysée comme suit :
- Acte I : V. 1-204
- Acte II : V. 205-591
- Acte III : V. 592-894
- Acte IV : V. 895-1137
- Acte V : V. 1138-1344

Mais les tragédies avaient un autre type de structure pour le spectateur antique. Les 1112 vers s’analysent alors ainsi :
- Prologue parlé : vv. 1-124 (Junon)
- Chant du chœur I : vv. 125-204
- Épisode parlé I : vv. 205-331 (Mégare, Amphitryon), 332-523 (Lycos, Mégare, Amphitryon)
- Chant du chœur II : vv. 524-591
- Épisode parlé II : vv. 592-617 (Hercule), 618-829 (Amphitryon, Hercule, Thésée, Mégare)
- Chant du chœur III : vv. 830-894
- Épisode parlé III : vv. 895-1053 (Hercule, Amphitryon, Mégare, Thésée)
- Chant du chœur IV : vv. 1054-1137
- Épisode parlé IV : vv. 1138-1344 (Hercule, Amphitryon, Thésée)

## Résumé
Hercule a épousé Mégare, fille de Créon, roi de Thèbes ; mais tandis qu'il descend aux enfers, par ordre d'Eurysthée, un Eubéen nommé Lycus a excité une sédition, s'est emparé du trône, et a fait mourir le roi avec ses fils.
(Prologue.) Junon, irritée contre Thèbes et des glorieux succès d’Hercule, décide par vengeance de jeter dans son âme une fureur qui le porte à égorger son épouse et ses enfants. Elle s’en réjouit par avance.
(Chœur I) Le chœur chante le lever du jour et fait l’enthousiaste éloge de la vie tranquille et insouciante promise à l’homme qui n’aspire pas à la gloire.
(Épisode I) La scène est à Thèbes. Se lamentent tour à tour Mégare, plus émue, et le vieil Amphitryon (père adoptif d’Hercule), plus optimiste, tous deux désolés de constater l’usurpation du trône. Les deux personnages placent leurs espoirs dans le retour du héros. Alors survient Lycos l’usurpateur, qui demande instamment Mégare en mariage, qui lui répond préférer mourir. Amphitryon aide courageusement Mégare à tenir tête à Lycos. Lequel, vexé de ce refus, demande que soit allumé un brasier où périssent tout à la fois et Mégare et ses enfants dans le temple même où elle s’est réfugiée avec eux.
(Chœur II) Le chœur chante les coups du sort et les méandres improbables de la destinée.
(Épisode II) Hercule victorieux revient en son palais, accompagné de son ami Thésée, dont Pluton a autorisé le retour des Enfers ; il apprend le tour pris par les événements et veut aussitôt déclencher le combat contre Lycos et sa faction. Cependant, questionné par Amphitryon sur les Enfers, Thésée décrit ce royaume horrible et la victoire d’Hercule sur Cerbère.
(Chœur III) Le chœur réjoui admire la force et le courage d’Hercule.
(Épisode III) De retour sur scène, Hercule perd la raison et dans le temple où ils s’étaient réfugiés, prend ses enfants et sa femme pour la descendance de Lycos et pour Junon elle-même. Il les massacre devant Amphitryon horrifié, puis tombe, épuisé, en léthargie.
(Chœur IV) Le chœur élève un cantique à la gloire du sommeil : Tuque, o domitor / Somne, malorum, requies animi, / pars humanae melior vitae... Et toi qui domptes les maux, qui rends le calme aux âmes ; toi la meilleure partie de l'existence…
(Épisode IV) Rendu à la raison, Hercule réalise son crime. Sa douleur est si forte que les prières d'Amphitryon et de Thésée ne peuvent qu'à peine l'empêcher de se donner la mort. Lui dit d’abord : Si vivo, feci scelus ; si morior, tuli "Si je vis, j'ai commis le crime ; si je meurs, je le subis", puis finit par décider : Eat ad labores hic quoque Herculeos labor, / Vivamus,  "Que cette épreuve s'ajoute aussi aux travaux d'Hercule : vivons !" Hercule part alors pour Athènes, avec Thésée, pour que le jugement de l’Aréopage lui permette de se purifier.

## Personnages
Le chœur est composé de vieux Thébains, partisans d’Hercule, Mégare et Amphitryon.
Les personnages parlants de la tragédie sont :
- Junon
- Amphitryon
- Mégare
- Hercule
- Thésée
- Lycos

Les personnages muets dans cette pièce sont des figurants : des esclaves, des soldats et des prêtres. Les personnages de Sénèque sont ceux qu'on trouve déjà dans l’Héraklès d'Euripide, à l'exception de Junon, qui remplace Iris.

## Différences avec Euripide
La folie d'Hercule et la vengeance de Junon sont annoncées dès le prologue chez Sénèque, alors qu’Euripide attribue cette annonce à Iris et Lycos, au milieu de sa tragédie. Sénèque a pu choisir de prévoir de plus loin la folie d'Héraclès pour assurer la continuité de la trame (???).
Sénèque suit Euripide en choisissant cette version du mythe d’Hercule selon laquelle le héros tue Mégare et ses enfants non dans sa jeunesse, mais après avoir accompli ses douze travaux. Dans cette version Lycos et Thésée jouent un rôle. Mais Sénèque s’écarte d’Euripide pour se rapprocher des Euménides d’Eschyle quand Hercule demande à Mars (Arès) la purification de ses crimes.
Avant d’adopter la manière forte, Lycos demande à Mégare de l'épouser, et son refus le décide d'exterminer la famille d'Hercule ; rien de tel chez Euripide.
Thésée apparaît sur scène en même temps qu’Hercule, tandis qu’Euripide ne le fait intervenir qu’à la fin de sa tragédie.
Le massacre de la famille d’Héraclès se produit sur scène, sous les yeux terrifiés d’Amphitryon. Euripide obéit, lui, à cette règle de bienséance du spectacle tragique grec : ne pas représenter la mort sur scène.

## Phrases célèbres
Quelques phrases célèbres de cette tragédie se rattachent au stoïcisme de son auteur :
- « qui genus iactat suum / aliena laudat. », « Qu'est-ce que vanter son origine ? c'est un mérite qui n'est pas à soi. »(vv. 340/341)
- « cogi qui potest nescit mori. », « Qui cède à la force ne sait pas mourir. » (v. 426)
- « prima quae vitam dedit hora carpit. », « L'heure qui nous fait naître nous tue. » (v. 874)

D’autres évoquent le sort du héros tragique :
- « Quod nimis miseri volunt / hoc facile credunt. », « Les malheureux croient aisément ce qu'ils désirent. » (vv. 314/315)
- « quem saepe transit casus, aliquando invenit. », « Le malheur qui a souvent passé devant toi peut t'atteindre un jour. » (v. 328)
- « Ars prima regni est posse in invidia pati. », « La première maxime des rois, c'est de braver la haine. » (v. 353)
- « Sequitur superbos ultor a tergo deus. », « Un dieu vengeur a le bras levé sur les superbes. » (v. 385)

## Sources
- François-Régis Chaumartin, Sénèque. Tragédies, t. I, Paris, Les Belles Lettres, « Collection des Universités de France », 1996.
- Joseph Descroix, « Les travaux d’Hercule dans l’Hercule furieux de Sénèque », Humanitas, Portugal, Coimbra, n° 2, 1948, pp. 299-303 ; https://digitalis-dsp.uc.pt/bitstream/10316.2/6762/1/HumanitasII_Artigo22.pdf?ln=en.
- Léon Herrmann, Le Théâtre de Sénèque, t. I, Société d'édition Les Belles lettres, 1924.
- Pedro Ángel Jiménez Manzorro, Séneca : Hércules furens, traducción, presentación y guía didáctica, Espagne, Prósopon, 2010.
- Pascale Paré-Rey, « Les tragédies de Sénèque sont-elles spectaculaires ? », Pallas, no 95, 2014, p. 33–57 ; http://pallas.revues.org/1659.